# Рассоха (приток Озерны)
Рассо́ха — река в Рузском городском округе Московской области России, правый приотк Озерны.
Исток — у деревни Подолы, на границе городского округа Истра и Рузского городского округа, недалеко от Новорижского шоссе. Впадает в Озерну в 50 км от её устья, в районе деревни Козлово. Длина — 10 км.
По данным Государственного водного реестра России, относится к Окскому бассейновому округу. Речной бассейн — Ока, речной подбассейн — бассейны притоков Оки до впадения Мокши, водохозяйственный участок — Озерна от истока до Озернинского гидроузла.